# Eitel Friedrich III. (Hohenzollern)

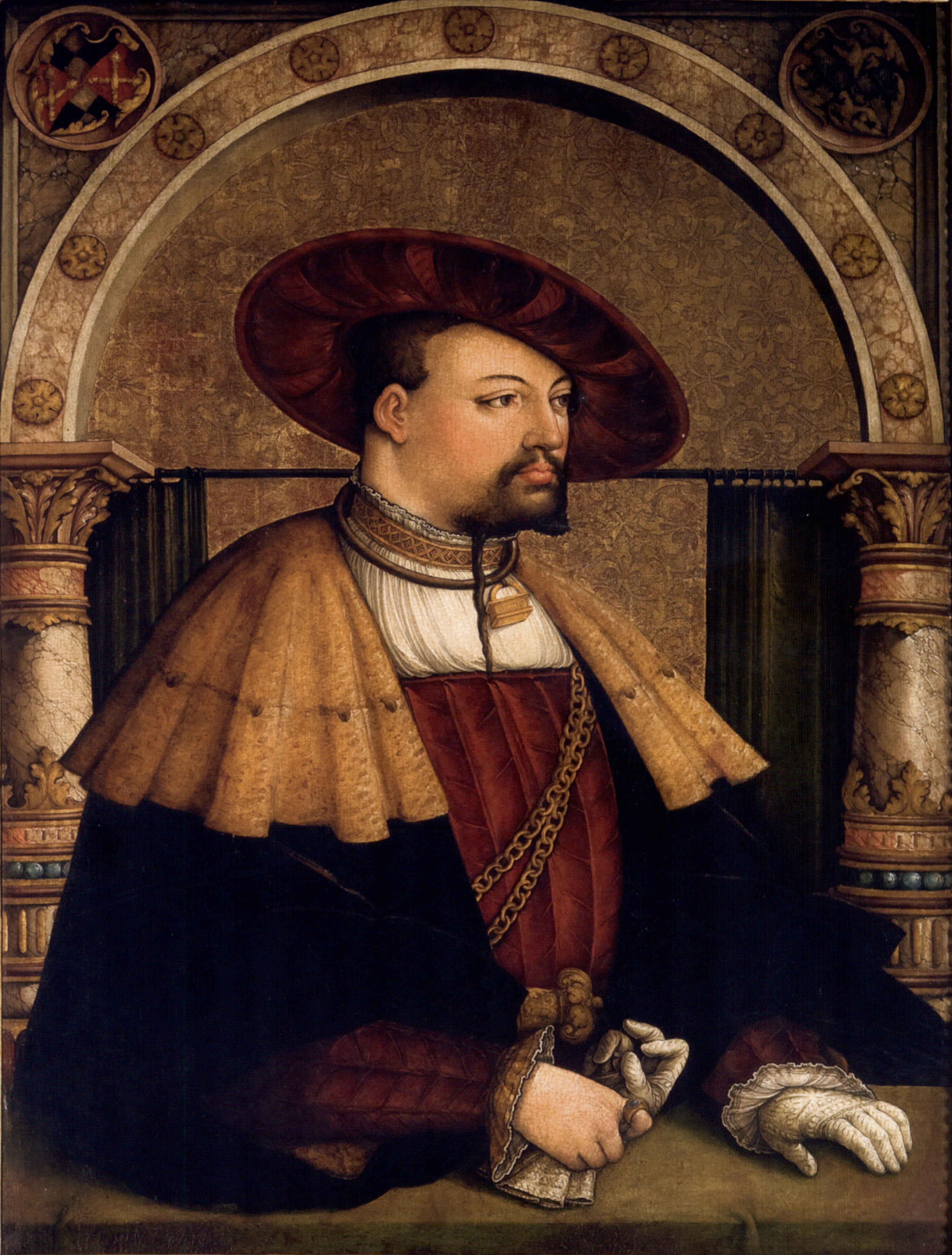
Porträt Eitel Friedrichs III. vom Balinger Meister Josef, ausgestellt im Museum Sigmaringen

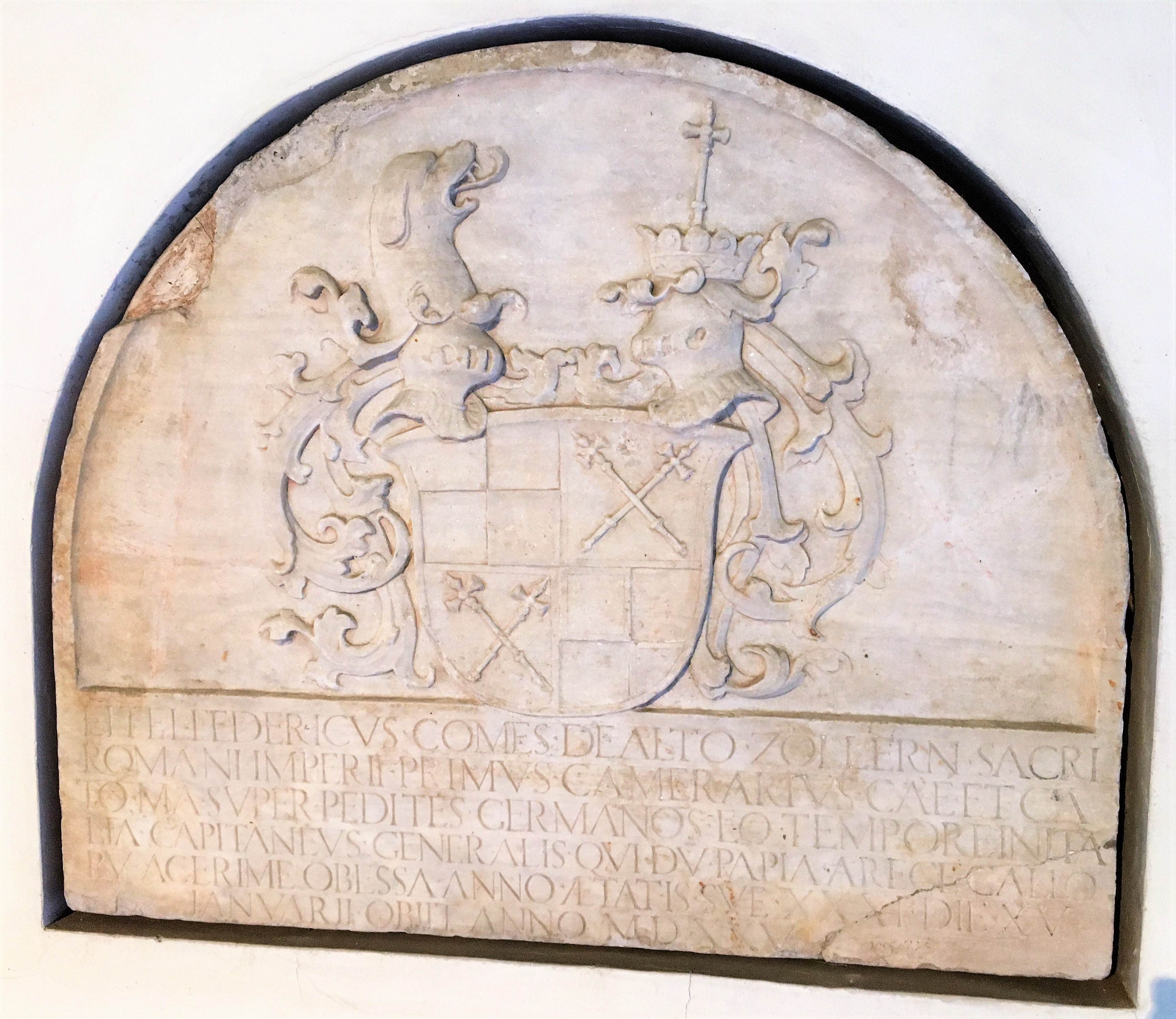
Grabstein von Eitel Friedrich III, Pavia, Musei Civici

Eitel Friedrich III. von Hohenzollern (* 1494; † 15. Juni 1525 in Pavia) aus der schwäbischen Linie der Hohenzollern war von 1512 bis 1525 Graf von Hohenzollern.

## Leben
Eitel Friedrich III. war Sohn des Grafen Eitel Friedrichs II. von Hohenzollern (1452–1512) aus dessen Ehe mit Magdalena (1460–1496), Tochter des Markgrafen Friedrich III. von Brandenburg. Er folgte seinem Vater 1512 als Regent der Grafschaft Hohenzollern nach. Hingegen betrachtete Gustav Schilling Eitel Friedrich als den Enkel Eitel Friedrichs II. Eitel Friedrich wurde zusammen mit dem späteren Kaiser Karl V. in Brüssel ausgebildet.
1515 heiratete er Johanna van Witthem († 1544), Tochter des Philipp, Herr von Beersel und Bautershem.
Eitel Friedrich war oberster geheimer Rat und großer Hofmeister unter Kaiser Maximilian I., woran man erkennt, dass auch er, wie sein Vater vor ihm, gute Beziehungen zu den Habsburgern unterhielt. Außerdem bekleidete er das Amt des Reichserbkämmerers, und er war der Landhauptmann der Herrschaft Hohenberg.
Der Graf starb 1525 in Pavia, wo er als Hauptmann der deutschen Landsknechte tätig war. Als Todesursache wird eine Vergiftung durch einen neidischen spanischen Offizier angenommen. Eitel Friedrich wurde im Dom von Pavia bestattet.

## Nachkommen
Aus seiner Ehe hatte Eitel Friedrich folgende Kinder:
- Karl I. (1516–1576), Graf von Hohenzollern

⚭ 1537 Prinzessin Anna von Baden-Durlach (1512–1579)
- Ferfried († jung)
- Anna († 1574)
- Margarete († jung)
- Eitel Friedrich († 1544), gefallen in Saint-Dizier
- Felix Friedrich († 1550)
- Johanna († 1550)

⚭ 1539 Freiherr Jakob III. Truchsess von Waldburg-Trauchburg (1512–1542)